# Enthusia Professional Racing
Enthusia Professional Racing es un videojuego de carreras para PlayStation 2. Es el primer simulador de conducción desarrollado por Konami con el objetivo de competir con otros videojuegos ya existentes como Gran Turismo 4 y TOCA Race Driver 2. La fecha de salida en España fue el 6 de mayo de 2005.

## Jugabilidad
Enthusia Professional Racing es una simulación de conducción que presenta cientos de vehículos con licencia de docenas de diferentes fabricantes. Los autos varían en tipo, clase y períodos de tiempo, por lo que puede encontrar algunos autos antiguos y familiares y probarlos en las pistas dadas, competir contra otro jugador en el modo de pantalla dividida o jugar el modo Enthusia Life y llenar el garaje con tantos coches como se pueda, o probar Driving Revolution para mejorar las habilidades de conducción.
Se puede conducir en primera persona o mirar el automóvil desde la vista trasera típica en tercera persona, con algunos extras que se pueden activar, como el VGS (Visual Gravity System) que proporciona información detallada sobre el manejo del automóvil y la tracción de los neumáticos. Los autos en este juego son fieles a su física (se puede ver una comparación de la película del auto real y el auto del juego Enthusia si se espera un poco en el menú principal), se reprodujeron más de 300 parámetros físicos diferentes para cada auto.

## Descripción
Enthusia professional Racing ofrece cinco modos de juego:
- Enthusia Life
- Free Race
- Driving Revolution
- Time Attack
- Versus Racing

Además el juego incluye interesantes opciones como el VGS (Visual Gravity system), sistema que ofrece al jugador durante la carrera detalles como la presión de las ruedas y cómo afecta la fuerza de gravedad al vehículo; y control total sobre cambio de marchas y freno de mano gracias al uso inteligente del mando de PS2 Dual Shock.

## Recepción
| Recepción |              |
| --- | ------------ |
| Puntuaciones de reseñas Evaluador Calificación Metacritic 70/100 [ 1 ] Puntuaciones de críticas Publicación Calificación Edge 5/10 [ 2 ] Electronic Gaming Monthly 8.33/10 [ 3 ] Eurogamer 6/10 [ 4 ] Famitsu 29/40 [ 5 ] Game Informer 8/10 [ 6 ] GamePro [ 7 ] Game Revolution C [ 8 ] GameSpot 7.4/10 [ 9 ] GameSpy [ 10 ] GameZone 6.9/10 [ 11 ] IGN 7.2/10 [ 12 ] Official PlayStation Magazine (EEUU) [ 13 ] Detroit Free Press [ 14 ] |              |
| Puntuaciones de reseñas |              |
| Evaluador | Calificación |
| Metacritic | 70/100       |
| Puntuaciones de críticas |              |
| Publicación | Calificación |
| Edge | 5/10         |
| Electronic Gaming Monthly | 8.33/10      |
| Eurogamer | 6/10         |
| Famitsu | 29/40        |
| Game Informer | 8/10         |
| GamePro | [ 7 ]        |
| Game Revolution | C            |
| GameSpot | 7.4/10       |
| GameSpy | [ 10 ]       |
| GameZone | 6.9/10       |
| IGN | 7.2/10       |
| Official PlayStation Magazine (EEUU) | [ 13 ]       |
| Detroit Free Press | [ 14 ]       |

El juego recibió críticas "promedio" según el sitio web agregador de reseñas Metacritic.  En Japón, Famitsu le dio una puntuación de un ocho y tres sietes para un total de 29 de 40.